# 牧場物語系列 牧場商店
《牧場物語系列 牧場商店》（牧場物語シリーズ まきばのおみせ）是牧場物語系列的一員。機種是Wii（WiiWare），集合了所有系列的人物，2009年4月28日開始配信，配信需付1500 Wii point。

## 故事概要
故事發生在四葉草鎮，主角為了幫助爺爺、奶奶而來到四葉草鎮。

## 新要素
- 今次所有牧場物語系列的人物登場。
- 今次不同於風之集市，商店商品的價錢是自訂。
- 時間與現實一樣。
- 下載更新檔會有新人物、動物等。

## 人物介紹

### 主角
男主角
非常活潑的少年，在都市生活，喜歡在山川地方遊玩。
女主角
對任何事物都考慮的少女，經常有著大人的思考方式。

### 好友候補
本作男、女好友候補合共28人

#### 男性
塔尼艾爾（ダ二エル）
售賣不同種類的道具以及改造工具的「つーるや」商店擔任道具開發員，想像力非常豐富，是西西亞的哥哥。
力克（ニック）
美多的弟弟，仰幕著從都市來的主角，有關四葉草鎮的事情以及對塞西露的事情的擔心，表現他和善的一面。
塞西露（セシル）
西比卡的兒子，由於體弱多病，非常仰幕精神奕奕的主角，對植物的知識非常了得，是從媽媽那裡學習的。
巴魯玆（ウァルツ）

凱（カイ）

格雷（グレイ）

オセ（暂没正式中文译名）

托托（トト）

东间（アズマ）

休泰纳（シュタイナー）

克里夫（クリフ）

迪多（ティート）

## 外部連結
- 牧場商店官方網站 （页面存档备份，存于）